# Erdélyi Pál
Erdélyi Pál (Sárospatak, 1864. február 12. – Budapest, Kőbánya, 1936. május 5.) könyvtáros, irodalomtörténész, egyetemi tanár.

## Élete
Erdélyi János költő és Csorba Ilona fia. Középiskolai tanulmányait a komáromi bencéseknél kezdte, 1878-tól a budai II. kerületi főgimnáziumban folytatta és 1882-ben fejezte be. Utána 1886-ig a Budapesti Tudományegyetemen bölcsészhallgató volt, az 1887–1888-es tanévben a tanárképző intézetet látogatta. Már előbb, 1886. júliustól a Magyar Nemzeti Múzeum Országos Széchényi Könyvtárában dolgozott, 1889. májustól mint gyakornok, 1893-tól könyvtári segéd, 1894-től segédőr. Közben, 1892-ig a Magyar Könyvszemle belső munkatársa volt, 1893. januártól a Fővárosi Lapok irodalmi rovatát jegyezte.
1900 augusztusában a kolozsvári Egyetemi Könyvtár igazgatója lett és az maradt 1919-ig. Igazgatósága idején készült el a könyvtár új, korszerűen fölszerelt épülete. 1911 és 1919 között a kolozsvári egyetemen a magyar irodalomtörténet magántanára, ugyanabban az időben az Erdélyi Múzeum-Egyesület főtitkára is volt. 1906-tól 1917-ig szerkesztette az Erdélyi Múzeumot. Halálát hurutos tüdőgyulladás, szívizomelfajulás okozta. Felesége Remisovszky Hedvig Anna volt.

## Munkái
Számos irodalomtörténeti tanulmánya és szövegkiadása közül két munkája emelkedik ki:
- Fáy András élete és művei (Budapest, 1890)
- Balassa Bálint 1551-1594 (Budapest, 1899)

## Cikkei
- Komáromi Lapok (1885-89. 1891-92. Kritikus, Bácsi és Doctor álnevekkel is),
- Fővárosi Lapok (1886. Ányos Pál és Dayka Gábor, Mikszáth regénye: Két koldusdiák, 1887. Faludi Ferenc, Gálffy regénye: Azok a nehéz idők, Abonyi regénye: Azok a nehéz idők, Abonyi regénye: Az utolsó Kurucvilág, 1888. 1890. Évforduló 1790. febr. 20. 1890. Szemere Pál összes művei, 1891. Egy új Petőfi fordítás: Melas H. Könyve, Kazinczy Levelezése II. k.),
- Nemzet (1886. 347. 1887. 346. sz. Beöthy Zsolt: A szépprózai elbeszélés története I. II. 1888. 305. 308. szám Petőfi és a kritika, 1891. 351. Szabolcska Mihály költeményei),
- Magyar Könyvszemle (1886-88. 1890-91., ebben 1886: A XVI-XVII. századi históriás énekek),
- Függetlenség (1887. 280-86. sz. Históriás énekek),
- Gvadányi Album (1887),
- Figyelő (XIII. 1887. Dayka Gábor költészete, 1889.),
- Győri Hiradó (1888.),
- Egyetemes Philologiai Közlöny (1888-91. Garda Samu: Pálóczy Horváth Ádám életrajza, M. Szaák Lujza: B. Jósika M. élete, 1892. Bodnár Zsigmond: A magyar irodalom története I. 1893.),
- Századok (1889. Jelentés a máramarosi városi bizottság részéről a kollégium kéziratairól, 1890-91. Kazinczy F. levelezése, 1892.),
- Pesti Napló (1890. 245. sz. 295. sz. Száz évvel ezelőtt, 353. sz. 1891. 50. sz. Erdélyi János tanulmányai),
- Élet (1891. A magyar szellemi élet fejlődésének törvénye),
- Magyar Hírlap (1891. máj. 17. sz. Szemere Pál, 159. sz. Márki Sándor: Arad monographiája, 1892. 47. sz. Irodalmi kritika),
- Irodalomtörténeti Közlemények (1891. Atilla és a magyar hun mondák),
- Vasárnapi Ujság (1892.),
- Erdélyi Múzeum (1892. Klassziczizmus I-III.),
- Vadnay-Album (1893), Protestáns naptár (1893),
- Athenaeum Irodalomtörténete (1893. A pogánykori költészet emlékei.)